# Palacio de Gobiendes
El palacio de Gobiendes (o Goviendes, como aparece citado en numerosas fuentes)) está situado en el concejo asturiano de Colunga, en la parroquia de Gobiendes.
Partió de una torre medieval, pertenecía a la Mitra Ovetense hasta que Felipe II, lo vendió a Gonzalo Ruiz de Junco. El edificio se fue ampliando.
Hoy tiene dos alas perpendiculares, su fachada principal tiene una puerta central con saeteras en el bajo y balcones enrasados en el primer piso con el escudo. A un lateral se adosa la capilla con bóveda de cañón y comunica con el edificio a través del coro.

## Historia
Casa señorial del Coto Jurisdiccional de Carrandi, sito en Gobiendes, Colunga, Asturias. Perteneció a la Iglesia y Obispo de Oviedo, desde principios del siglo X, en que el Rey astur – leonés Ordoño II dona a estos el Monasterio de Santiago de Gobiendes, el “Castellum de Obalia” y el territorio que habría de conformar dicho coto, como refiere el Libro de los Testamentos, Cartulario del siglo XII, conservado en la Catedral de Oviedo.
En 1579 Felipe II, con Bula del Papa Gregorio XIII, desmembra el Coto y lo incorpora a su Corona y Real Patrimonio, vendiéndolo un año después a D. Gonzalo Ruiz de Junco, Alférez Mayor del concejo de Colunga, Mayorazgo y Sr. de la Casa de Junco, en San Esteban de Leces, Ribadesella.
Ejercieron la Iglesia y el Obispo de Oviedo y también el nuevo señor la "Jurisdicción civil y criminal alta y baxa mero mixto imperio, en primera y segunda instancia, con las rentas de penas de cámara y las demás rentas, pechos y derechos anexos a dicha jurisdicción, señorío y vasallaje de dicha villa y sus términos y con el derecho a elegir, nombrar y poner Alcaldes Maior y Ordinarios y de la Hermandad, Regidores, Escribanos, Alguaciles, Guardas y otros Oficiales del Concejo, necesarios para usar y ejercer la jurisdicción…, y para el ejercicio de la justicia, horca, picota, cuchillo, cárcel, cepo e acote”.
Tuvo representación el Señorío de Carrandi en la Junta General del Principado, no integrándose en el Ayuntamiento de Colunga hasta 1820, tras la definitiva desaparición de los señoríos.
Con nuevo dueño (Luis Blázquez Fabian), el palacio, a partir de 1968, ha venido siendo minuciosamente restaurado, siempre manteniendo los espacios primitivos.
Tiene la consideración de Monumento Histórico Artístico, desde 8 de marzo de 1973 y está declarado bien de interés cultural.

## Arquitectura
La fábrica primitiva de la Casa viene constituida por la torre, de carácter defensivo que, en su traza actual, del siglo XIV, con cuatro plantas, reedifica el castillo romadno de “Obalia”.
A partir de 1580, se han ido efectuando las obras que, además de implicar la apertura de dos ventanas enrejadas en la planta tercera de la torre, en su viento oeste (conservando dos saeteras en la fachada sur, que acreditan su exención anterior), y otra al norte,. Han dado al conjunto su estructura actual, muy común en los palacios asturianos de la época, acordes, además con las exigencias civiles del nuevo dueño.
Se adosan a la torre cinco cuerpos, dos laterales, hacia los vientos norte y este, de tres y dos alturas y dos hacia el sur, a los que se antepone otro central, para formar patio interior, al que se accede desde la puerta principal, a través de un porche terminado en arco de medio punto, que contó con cuatro columnas toscanas, en sostén de los corredores; al lado occidental, se adosa la Capilla, de planta rectangular y cubierta con bóveda de medio cañón, con puerta exterior, una saetera a su derecha y comunicación con el gran salón de la Casa, a través de la tribuna; en su interior, conserva un fresco de estilo románico, decorado con formas geométricas y frisos vegetales de imitación romana, y bajo la tribuna, un fresco a modo de clípeo pictórico policromado, con una borrosa inscripción de estilo visigótico, de culto mariano, que hace referencia a uno o varios enterramientos.
En forma de L, presenta el palacio dos fachadas, orientadas ambas al sur, una de acceso al patio centra, del que parten la escalera principal y varias puertas de comunicación con otras dependencias, entre ellas la planta baja de la torre y la escalera de servicio.
Esta fachada, austera y sencilla, no exenta de belleza, muestra un vano adintelado que ocupa la puerta de acceso, a la que flanquean dos saeteras en la planta baja y tres balcones en la alta, entre los que aparecen, como única aportación decorativa, aparte del alero en piedra y forma de pecho de paloma, dos escudos, con las armas de los Ruiz de Junco uno, y de los Blázquez Dávila, el otro.
A su vez, la otra fachada, además de la puerta de acceso, flanqueada por dos columnas asturianas, que forman pórtico, presenta una saetera, una ventana enrejada, dos balcones y alero de “tejeros”, muy habitual en Asturias.
En el interior, son notables los arcos escarzanos, tres de ellos de mampostería vista, once cargados y seis de sillería; la madera de algunas puertas, muchas de ellas conservadas desde la época fundacional; los pisos de piedra labrada, losetas de cerámica y madera de castaño; la multitud de grandes espacios y acogedores rincones, gratamente combinados; el primitivismo de la mayoría de las piezas de la planta baja, apenas iluminadas por saeteras y pequeñas ventanas, algunas, de enmarcación graciosa, y todas de magnífico efecto.
Finalmente, en los comienzos del siglo XVIII fueron eliminadas tres columnas del patio, sustituyéndolas por muros de mampostería, en los vientos norte, este y parte del oeste, con lo que el edificio obtuvo mayor habitabilidad, en merma, sin duda de la estética.
Tiene una superficie construida superior a los 2.000 metros cuadrados, distribuida en 34 espacios útiles, de los que el salón principal, en la planta 2ª, ocupa 120.